# Fryderyk Massalski
Fryderyk Massalski (zm. przed 1625) – kniaź, sędzia ziemski trocki.
Był przedstawicielem rodziny Massalskich, bocznej linii Rurykowiczów. Syn, zapewne najstarszy, Michała Bohuszewica i jego żony Tomiły Wołłowiczówny. Brat Bohdana, sędziego ziemskiego wołkowyskiego, i Janusza.
Po raz pierwszy pojawia się w dokumentach w 1582. W 1599 został sędzią ziemskim trockim. Wymieniony jako żyjący w dokumencie z 4 listopada 1605, kiedy ze swoim bratem Bohdanem zamienili się majątkiem. Fryderyk otrzymał trzecią część majątku zwanego Strawi, oddając w zamian trzecią część Ołtupowszczyzny.
Przed 1600 poślubił Katarzynę Narbutównę. Po śmierci Massalskiego Katarzyna poślubiła Samuela Strażewskiego (Strzyżewskiego). Dawniej przypisywano Fryderykowi jeszcze jedną żonę - Helenę Radzimińską, wdowę po Stanisławie Grodeckim. Obecnie ten pogląd jest zarzucony przez literaturę historyczną. Katarzyna i Fryderyk Massalscy mieli trzy córki: Katarzynę, Aleksandrę i Marynę. Po śmierci opiekowali się nimi matka i stryj Bohdan.